# 宗統王
否（？—前220年），是古朝鲜之箕子朝鲜的君主，子姓。在位於前232年至前220年，諡號宗統王（韓語：종통왕），後王位由兒子準繼承。